# محاكم التفتيش

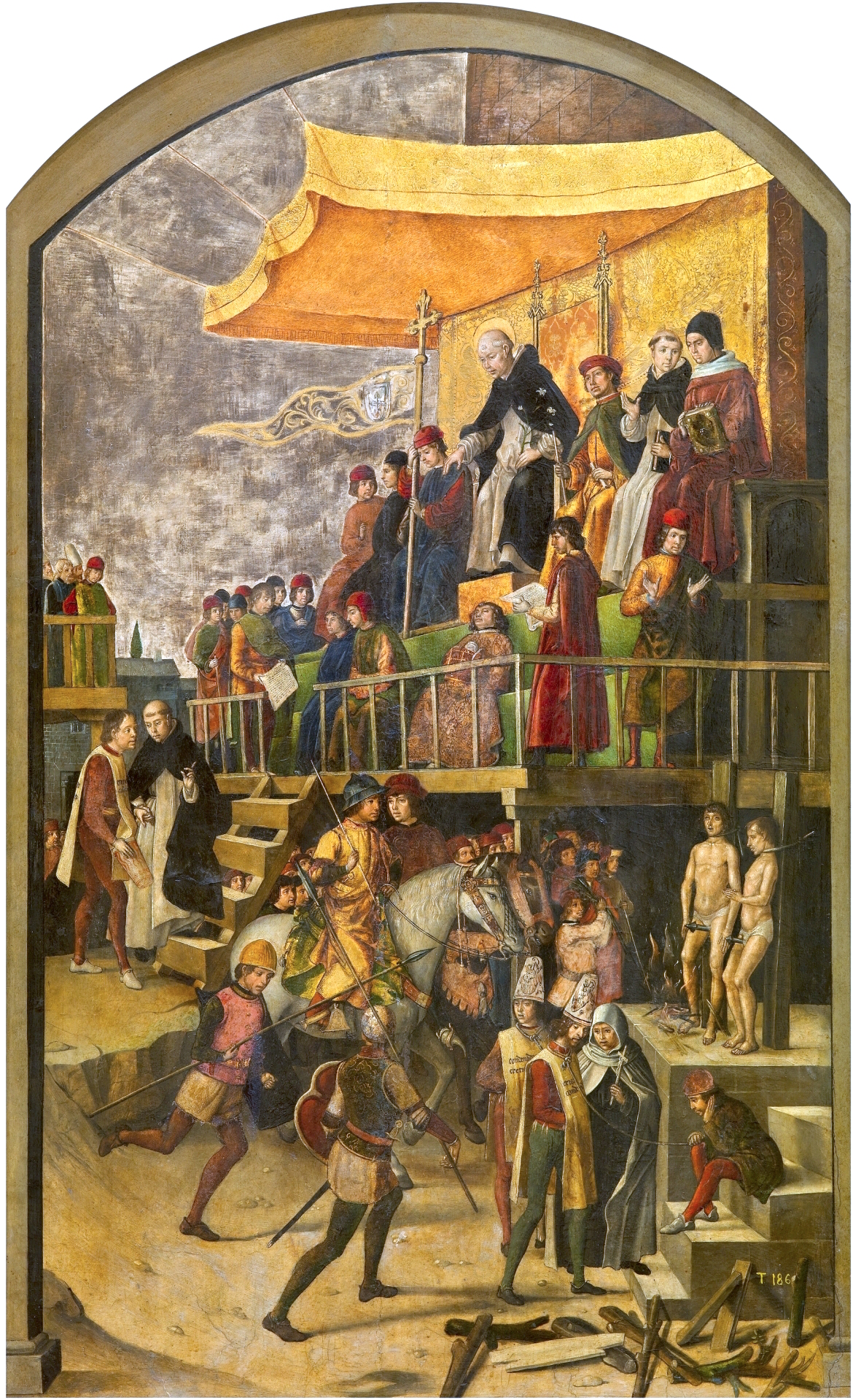
محاكم التفتيش

محاكم التفتيش (باللاتينية: Inquisitio Haereticae Pravitatis)، حرفياً: التحقيق في البدع الهرطوقية)، ديوان أو محكمة كاثوليكية نشطت خاصة في القرنين الخامس عشر والسادس عشر، مهمتها اكتشاف مخالفي الكنيسة ومعاقبتهم.
أن محاكم التفتيش هي «سلطة قضائية كنسية استثنائية» التي وضعها البابا غريغوري التاسع لقمع جرائم البدع والردة وأعمال السحر في جميع أنحاء العالم المسيحي من القرن الثالث عشر إلى السادس عشر.
يمكننا أن نضيف على هذا أن محاكم التفتيش، التي أُنشئت أصلاً لمحاربة الهراطقة: الكاثار، والوالدان باتارينس، انها ضد البدع الأخرى والسحر وفي أسبانيا - حيث تبقى فترة طويلة - ضد اليهود والمسلمين المتحولين. وكما انها تستخدم في كثير من الأحيان كأداة سياسية (على سبيل المثال، في فرنسا، استخدمها الملك فيليب الرابع ضد فرسان الهيكل.
على مر التاريخ، كانت هناك العديد من المحاكم المتخصصة من هذا القبيل. فمن الممكن التمييز بين ثلاثة محاكم تفتيش مختلفة، والتي لها بنود مستقلة:
1. محاكم التفتيش في القرون الوسطى، التي تعرض على المحاكم الكنسية من قِبل البابا إينوسنت الثالث في 1199.[3]
2. محاكم التفتيش الإسبانية، تابعة لملك إسبانيا، التي تأسست في 1478، والتي اعتمدت عليها محاكم التفتيش البرتغالية، ومحاكم التفتيش في المستعمرات الإسبانية والبرتغالية
3. محاكم التفتيش الرومانية (مجمع للمحاكم التفتيش الرومانية والعالمي)، التي تأسست في 1542، والتي أعاد تسميتها في عام 1909 المجمع المقدس للمكتب المقدسة "Sacrée Congrégation du Saint-Office".

وقد أُلغيت في القرن التاسع عشر واستبدلت بالمجمع المقدس لشؤون العقيدة والإيمان في الفاتيكان، وتعتبر محاكم التفتيش من أكثر مؤسسات البشرية السيئة الصيت، وقد تمت المبالغة في نقل فعالياتها حتى قيل أنه راح ضحيتها خمسة ملايين إنسان، في حين توضح كارين آرمسترونغ، أن ضحايا محاكم التفتيش لا يتجاوز 13 ألفًا.

## جذور محاكم التفتيش

### تطور البدع والهرطقات
إذا كانت الكنيسة قد شهدت فترة من الهدوء النسبي بعد القرن التاسع، فلقد عرفت البدع تطورا جديدا في القرن الحادي عشر والقرن الثاني عشر، في معظم الأحيان على طول طرق الحج. الدراسات المحلية أظهرت أن البدع تنتشر في كثير من الأحيان بهذه الطريقة، من خلال كلمة في الفم: فيتناقش الحجاج فيما بينهم ومع أهالي القرى أثناء خطواتهم، ومن ثم تنشر الأسئلة والأجوبة خارج السلطة الرقابية الرعية.

في العصور الوسطى العليا، يعتبر الهرطوقي مثل الأبرص الذي يجب ابعاده عن الجسم السليم من المؤمنين بالحرمان الكنيسي، ثم النفي أو مصادرة ممتلكاته. في أواخر العصور الوسطى، مزقت الهرطقة الرابطة الاجتماعية. فيكتب ريجين برنو Régine Pernoud:
«أي حادث روحي في هذا السياق يبدو أكثر خطورة من الإصابة البدنية. (...) في كثير من النواحي، تكون محاكم التفتيش رد فعل دفاعي للمجتمع، عن حق أو باطل، فالحفاظ على الايمان لا يقل أهمية من الصحة البدنية في هذه الأيام.» 
في القرار البابوي Vergentes in senium 25 مارس 1199، جعل البابا اينوسون الثالث Innocent III حتى «الانحراف في العقيدة» مشابها الجريمة إلى الذات الملكية، مفهوم رومانى أعيد اكتشافه آنذاك من السلطات العلمانية.
بعد إنشاء محاكم التفتيش، سيتم باستمرار توسيع تعريف الهرطقة (التي سوف تصبح تدريجيا المحكمة الوحيدة المختصة)، ليضم -انتهازا للفرصة- الردة من اليهود أو المسلمين معتنقين دين جديد والشعوذة، الذي تم تعيينه لهم رسميا في 1261 من قبل يوحنا الثاني والعشرون. كما اننا نلقب أيضا المنشقين بالهراطقة بمناسبة مكافحة فريدريك الثاني، في القرن الرابع عشر -قرن الانشقاق الغربي الكبير- كما نطلق هذا الاسم على أولئك الذين يرفضون دفع الاعشار بل المثليون جنسيا (التافهون أو قوم لوط).

وتفسر زيادة صلاحيات محاكم التفتيش وإعفاءها المستمر من الرقابة السلطة المطلقة للمؤسسة في القرن الثالث عشر: فتعود المحققون العمل بمفردهم ودون مساءلة مما يسمح لهم الاستقلال مع الكنيسة.

### تحدي للنظام الاجتماعي
الهرطقة ليست فقط مسألة مذهب: إنما ينظر إليها على أنها جريمة عالمية ضد الله، والأمراء، والمجتمع. كونها تمزق الرابطة الاجتماعية، فمكافحة الهرطقة هي مسألة نظام إجتماعى. ولذلك اهتم الأمراء في قمعها في نواح كثيرة، وتبدأ السلطة المدنية للحفاظ على النظام العام محاربة البدع ومعاقبة الزنادقة بطريقة مستقلة: وقرار (1184) Ad abolendam من قبل لوسيوس الثالث البابا لوسيوس الثالث عمل من قمع الهرطقة عامل لتأسيس قوة الإمبراطور فريدريك بربروسا فريدريك الأول بربروسا.
هذا الخلط بين المجالات الزمنية والروحية هو شائع في أوروبا في القرن الثالث عشر.و في المقابل، في جنوب فرنسا، وفي أقصى شمال مملكة أراغون، تمارس حرية العبادة على نطاق واسع (على سبيل المثال: يتم انتخاب قناصل يهود في تولوز، مذكور في «التاريخ العام للانغدوك» من قبل دوم فيسات Dom Vaissete. إنشاء محكمة التفتيش الأولى في كاركاسون بعد «حرب صليبية البيجان» هو بلا شك وسيلة لضمان التعاون بين اللوردات «الجديدة» المحلية بعد التخلص من «القديمة».

هذا الاشتراك للسلطات العلمانية أدخلها في نزاع مع سلطة الكنيسة: فتحكم محاكم ملكية أو إمبراطورية على قضايا العقيدة.
فصل في هذا النزاع على الولاية القضائية تسوية فيرونا (1148) l’arrangement de Vérone:
«يجب أن يحاكم الزنادقة من قبل الكنيسة قبل أن يتم تسليمها إلى الذراع العلمانية». وعلى العكس، تلزم الكنيسة  السلطات العلمانية (التي تستند شرعيتها من نموذج المجتمع المسيحي) بالبحث عن الزنادقة، تحت طائلة الطرد أو ترسيب. من البداية، تقوم محاكم التفتيش على مبدأ التعاون وتقاسم المهام بين الكنيسة والسلطات العلمانية، كل يعمل في مجاله متبعا مسؤولياته.

### مكافحة الهرطقة قبل محاكم التفتيش
لم تولد مكافحة البدع مع محاكم التفتيش. قبل إنشاء هذه المؤسسة، إن البحث عن الزنادقة منوط للأسقف أو للمطران (عادة المطران) والمعاقبة للقاضي العلمانى.

مكافحة البدع ليست تخصص البابوية فحسب بل على العكس من ذلك، فبسبب أبعادها الاجتماعية، فتقوم الدولة بهذا الدور بالمشاركة مع البابوية. وكانت أول أنواع القمع قد ظهرت في القرن الحادي عشر في وقت مبكر في عيد الميلاد 1022، فأحرق روبرت لو بيو Robert le Pieux عشرة من رجال الدين من كاتدرائية اورليانز. وكانت المحرقة الأولى في تاريخ النضال ضد الهرطقة في الغرب. بعد الاتفاق الذي تم بين فيرونا لوسيوس الثالث وفريدريك بربروسا، عمل إعلان Ad abolendam 1184 من قمع الهرطقة عامل لتأسيس قوة الإمبراطور.
إستُخدِمَت بشكل عام لمحاكمة المهرطقين بواسطة الكنيسة الرومانية الكاثوليكية. وكان ذلك من خلال المحاكمات الاكليريكيه أو المحاكم التي كانت تقيمها الكنيسة الرومانية الكاثوليكية لقمع أو مكافحة الهرطقة، وكانت مهمتها اكتشاف السحرة ومعاقبتهم حيث قامت محاكم التفتيش بحرق 59 امرأة بإسبانيا، 36 بإيطاليا و4 بالبرتغال، بينما قامت محكمة القضاء المدني الأوروبي بمحاكمة 100 ألف امرأة، 50 ألف منهم تم حرقهم، 25 ألف بألمانيا خلال القرن السادس عشر من أتباع مارتن لوثر. وكانت سلطة محاكم التفتيش على أتباع الكنيسة من المعمدين فقط، والذين كانوا يشكلون الغالبية من السكان، لكن كان ممكنًا لغير المسيحيين أيضًا أن يحاكموا بتهمة سب الدين.
وكان استخدام وسائل التعذيب في حق من كان يُظن أنه من الهراطقة أمر مألوف كأسلوب بشع للعقاب من قطع أوصال وحرق الناس أحياء، فوصلت الأعداد التي تم تعذيبها ثلاثمئة ألف من البروتستانت ومئة ألف بلغاري وفرنسي وأرثوذكسي، كما تم تعذيب المسلمين المقيمين في بلاد الأندلس بعد سقوطها في قبضة المسيحيين.
كان أول محقق عام في محاكم التفتيش الراهب الأسباني الدومنيتيكي توماس توريكويمادا.

## محاكم ومؤسسات التفتيش
قبل القرن الخامس عشر قامت الكنيسة الكاثوليكية بالتدريج بقمع الهرطقة، وكان هذا عادةً وفقًا لنظام كنسي، النفي، والسجن. وعلى الرغم أن العديد من الولايات سمحت للكنيسة باستخدام عقوبة الإعدام إلا أن هذا العقاب لم يكن مستخدمًا بكثرة، لأن هذا النوع من العقاب كان له الكثير من المعارضين من الكنيسة.
وفي القرن الثاني عشر، ولمواجهة انتشار الكاثارية، أصبح إتخاذ الإجراءات القانونية ضد الهرطقة أكثر انتشارًا، فتأسست مجالس كنسية مكونة من الأساقفة ورؤساء الأساقفة مكونة ما يعرف بمحاكم التفتيش.
وفي القرن الثالث عشر، قام البابا بتسليم مهمة محاكم التفتيش للدومينيكايين، فقام المحققين بالعمل باسم البابا والاستخدام الكامل لسلطته، فإتبعوا إجراءات للتحقيق كانت شائعة في ذلك الوقت، فكانوا يحاكمون المهرطقين عن طريق السلطات المحلية التي كانت تؤسس محاكم لتقاضي المهرطقين، وفي نهاية القرن الخامس عشر، كانت محاكم التفتيش يترأسها المفتش الأعظم. واستمرت على هذا الحال حتى القرن التاسع عشر.
وأنشئ مكتب خاص لتحريم الكتب في الفاتيكان في القرن السادس عشر. ولم يُلغ هذا المكتب إلا عام 1965. وهدف المكتب منع المسيحيين من قراءة الكتب التي يعتبرها ضارة بالعقول أو خطرة على العقيدة.

## حركات محاكم التفتيش التاريخية

### العصور الوسطى
وقد أنشئت في أوائل القرن الثالث عشر بقرار من البابا جرينوار التاسع وذلك عام 1233. وكان هدفها محاربة الهرطقة في كل أنحاء العالم المسيحي. والمقصود بالهرطقة هنا أي انحراف ولو بسيط، عن العقائد المسيحية الرسمية. وقد كلف بها رجال الدين في مختلف المحافظات والأمصار. فكل واحد منهم كان مسؤولاً عن ملاحقة المشبوهين في ابرشيته. وكان الناس تساق سوقًا إلى محكمة التفتيش عن طريق الشبهة فقط، أو عن طريق وشاية أحد الجيران. كانوا يعرضون المشبوه به للاستجواب حتى يعترف بذنبه، فإذا لم يعترف انتقلوا إلى مرحلة أعلى فهددوه بالتعذيب. وعندئذ كان الكثيرون ينهارون ويعترفون بذنوبهم ويطلبون التوبة. وأحيانًا كانت تعطى لهم ويبرأون. ولكن إذا شّكوا بأن توبتهم ليست صادقة عرضوهم للتعذيب الجسدي حتى ينهاروا كليًا.
ومن أشهر الذين ماتوا حرقا المصلح التشيكي المشهور جان هوس وكان راهبًا مشهورًا بإخلاصه وتقواه واستقامته، كما كان يحتل أرفع المناصب الأكاديمية بصفته عميدًا لجامعة براغ في بداية القرن الخامس عشر. ولكنهم اتهموه بأنه كان يدّعي أن الكنيسة خرجت عن مبادئ الدين وأنه ادعى أن بعض القساوسة والمطارنة انحرفوا عن واجبهم الحقيقي واهتمامهم بمصالحهم الشخصية واستغلالهم المادي للناس البسطاء. وقد التف حوله ناس كثيرون أحسّوا بصدقه وإخلاصه. وعندئذ قامت الكنيسة الكاثوليكية بتكفيره بتهمة الزندقة، وعلى الرغم من أنهم أعطوه الأمان بعد أن إستدعوه للمحاكمة الاّ أنهم غدروا به فاعتقلوه وألقوه طعمة للنيران في نفس اليوم، أي بتاريخ 6 يوليو من عام 1415.
ومن أهم الذين مثلوا أمام محاكم التفتيش الفيلسوف الإيطالي جيوردانو برينو والعالم الشهير جاليليو، بل إن كوبرنيكوس القائل بدوران الأرض حول الشمس لم ينج منها إلا بسبب حذره الشديد. فقد أجل نشر كتابه الذي يحتوي على نظريته الجديدة حتى يوم وفاته بالضبط ! ولكن لم يكن هذا خط برينو الذي هرب من إيطاليا بعد أن انخرط في سلك الرهبنة لفترة من الزمن، فبسبب من تعلقه بالأفكار الفلسفية وتبنيه لنظرية كوبرنيكوس المدانة من قبل البابا، فانهم راحوا يشتبهون به ويلاحقونه، وعندئذ اضطر للفرار والعيش متنقلا بين فرنسا وسويسرا وإنجلترا وألمانيا. وكان يشتغل استاذا في جامعات هذه البلدان التي يمر بها. واشتهر بالتفوق والنبوغ العلمي، بل واستبق على الكثير من النظريات الحديثة التي ثبتت صحتها فيما بعد. وبعد أن غاب سنوات طويلة عن بلاده وشعر بالحنين إليها استدرجه أحد التجار الاغنياء من البندقية. وطلب منه العودة لتعليم أولاده والعيش بأمان في بلاده إيطاليا ولكنه سرعان ما غدر به وسلمه إلى محاكم التفتيش في الفاتيكان. فقطعوا لسانه واحرقوه. وأصبح برينو منارة مشعة في أوروبا.
وأما العالم الشهير جاليليو فقد كان مهددا بنفس المصير لولا أنه استدرك الامر في آخر لحظة وقبل بالتراجع عن نظريته المشهورة. وهكذا عفوا عنه. ولم ينفذوا فيه حكم الإعدام. ثم أُحيل إلى الإقامة الجبرية في ضواحي فلورنسا وأتيح له أن يكمل بحوثه وهو تحت المراقبة. ولم تعترف الكنيسة الكاثوليكية بغلطتها في حق جاليليو إلا بعد مرور أكثر من ثلاثمئة سنة على محاكمته! وقد استمرت محرقة محاكم التفتيش موقدة حتى القرن السابع عشر، بل وحتى الثامن عشر. نضرب على ذلك مثلا حادثة شهيرة حصلت في عز عصر التنوير لشخص يدعى جان فرانسولابار (Jean-François de la Barre) أي في القرن التاسع عشر. فقد قطعوا يده لانه كسر الصليب واقتلعوا لسانه ثم أحرقوه أخيراً. وكان شابا مراهقا لا يتجاوز عمره التاسعة عشر. وقد استغل فولتير هذه القضية وهاجم الأصوليين المسيحيين هجوما شديدا. ومن الأمثلة الأخرى ما حصل للفيلسوف ميخائيل سيرفيتوس الذي أحرقوه حيا في جينيف بتهمة التشكيك بعقيدة التثليث، وهي من العقائد الأساسية في المسيحية.

### محاكم التفتيش الإسبانية
في القرن السادس عشر أصبحت إسبانيا أكبر قوه كاثوليكية في العالم آنذاك، وكانت موضع حسد من العالم البروتستنتى في الشمال، وكانت إسبانيا نموذجًا لدولة دينية سلطويه، فتتحكم وتعين الكنيسة فيها الملوك والأباطرة الذين يحكمون بحاكميه تسمى ظل الله في الأرض أو قانون الحق الإلهى، وللقضاء على ما سموه وقتها بالفساد واستهدفت من تم اجبارهم على اعتناق المسيحية من المسلمين واليهود  ثم استهدفت المعتقدات المسيحية الأخرى وخاصة البروتستانتية وظهرت كلمة الهرطقة، وهي وصف لمن اختلف معهم في الشرح المحدد للنص الإنجيلى من قبل الملتزمين في الكنيسة الكاثوليكية.
وكان توماس توركوما دا، وهو رجل دين منتسب للمسيحيه يرأس هيئة التفتيش للبحث عن هؤلاء الهراطقة، فيقوم بوعظهم وتعذيبهم وقتلهم إن لم يعودوا إلى كنف الكنيسة الكاثوليكية، وكان يسمى بالمفتش العظيم أو جراند إنكويستر، وكان يعدم واحدًا على الأقل من كل عشرة أشخاص يمثلون أمام محكمته.
كانت محاكم التفتيش وسيلة ملوك قشتالة لتطهير أسبانيا من الهراطقة وجميع من يعتقد بغير الكاثوليكية. وذلك برغم المعاهدة الموقعة منهم. ولكن حتى هذا الحل لم ينجح كليا في حل المشكلة الإسلامية في إسبانيا فكان ان لجأ إلى الطرد الجماعي. ففي عام 1609- 1610 تم طرد ما لا يقل عن (275,000) شخص إلى البلدان الإسلامية المجاورة كالمغرب وتونس والجزائر بل وبعض البلدان المسيحية الأخرى. وهكذا تم حل المشكلة عن طريق الاستئصال الراديكالي.
كثيرًا ما تعتبر محاكم التفتيش الإسبانية في الأدب والتاريخ الشعبي كمثال على القمع والتعصب الكاثوليكي. على الرغم من ذلك؛ يميل المؤرخين المعاصرين للتشكيك في نظرية العنف المبالغ فيه بشأن محاكم التفتيش الإسبانية. على سبيل المثال يؤكد المؤرخ هنري كامن أن «أسطورة» جنون التعذيب التي قامت بها محاكم التفتيش التعذيب هي إلى حد كبير من اختراع الكتّاب البروتستانت في القرن التاسع عشر كحملة أجندة لتشويه سمعة البابوية. كما توضح كارن أرمسترونغ أنه قد تمت المبالغة في نقل فعالياتها،  حيث على الرغم من أنه منذ القرن الثاني عشر حتى عام 1834 تمت توجيه التهم إلى حوالي 150,000 شخص من قبل محاكم التفتيش، الا أنّ حالات الإعدام لا تتجاوز حوالي 3,000 حالة منذ تأسس محاكم التفتيش الإسبانية حتى إلغاؤها عام 1834.

### محاكم التفتيش البرتغالية
تأسست محاكم التفتيش البرتغالية سنة 1536 على يد ملك البرتغال جواو الثالث.

### محاكم التفتيش الرومانية
بعد اندلاع حركة الإصلاح الديني وحركة النهضة في القرن السادس عشر أصبح العدو الأول لروما والفاتيكان شخصين اثنين هما: البروتستانتي والنهضوي. بمعنى آخر أصبح مارتن لوثر عدواً لدوداً، وكذلك إيراسموس زعيم عصر النهضة. ولذلك قام البابا بحرمان مارتن لوثر وفصله عن الكنيسة الكاثوليكية عام 1521.
وبدءا من تلك اللحظة انقسم العالم المسيحي في أوروبا إلى قسمين: قسم كاثوليكي وقسم بروتستانتي. ودارت بينهما المعارك والحروب على مدار مئتي سنة تقريبا. وهي حروب الأديان الشهيرة التي ذهب ضحيتها مئات الآلاف من القتلى. وبلغت هذه الحروب ذررتها في فرنسا في الفترة الواقعة بين عامي 1562-1598. فقد هاجمت الجماهير الكاثوليكية على أفراد الأقلية البروتستانتية في مختلف المدن والأرياف الفرنسية. وكان ان حصلت تلك المجزرة الشهيرة باسم مجزرة سان بارتيلمي التي ذهب ضحيتها أكثر من خمسة آلاف شخص. وفر البروتستانت الفرنسيون إلى مختلف أنحاء أوروبا. ولا تزال بعض عائلاتهم تحافظ على اسمائها الفرنسية حتى الآن بعد ثلاثمئة سنة من إقامتها في ألمانيا، أو هولندا، أو السويد، أو إنجلترا.
وكان ذلك إبان عهد الملك لويس الرابع عشر، الملقب بالملك-الشمس نظراً لسطوته وهيبته. وقد اعتذر البابا للبروتستانت عن مجزرة سانت بارتيلمي واعترف ضمنيا بالتعصب الكاثوليكي والاعمال الوحشية التي ارتكبوها بحق اخوانهم البروتستانت. فعلى الرغم من انهم جميعا مسيحيون، إلا أن الحزازات المذهبية كانت شديدة بينهم، ولكن البروتستانت فعلوا الشيء ذاته مع الكاثوليك في البلدان التي كانوا يمثلون فيها الأغلبية.

## أعمال مشتقة
محاكم التفتيش أصبحت موضوع للكثير من الأعمال الأدبية، مثل:
- كانت المحاكم الأسبانية موضوع المسرحية الكلاسيكية «لا أحد يتوقع محكمة التفتيش الأسبانية!»، والتي أُشير إليها بفيلم الأبواب المنزلقة.
- القصة القصيرة لإدغار آلان بو الحفرة والبندول تدور أحداثها أثناء محاكم التفتيش الأسبانية.
- القصة التاريخية «جورجان» التي كُتِبَت بواسطة هري ترتلدف ورتشارد دريفس تبقى فيها محاكم التفتيش الأسبانية قائمة، في إسبانيا نفسها وتمتد إلى أمريكا اللاتينية، طوال القرن الثاني عشر كله.
- قصيدة الشعر الهجائية كانديد لفولتير تحتوي مشهد حيث تجد المحكمة أن كل من الراوي ودكتور بانجلس مذنبين بالهرطقة.